# Burek
Burek (ali börek) je jed, ki izvira iz turške kuhinje, vendar je zelo priljubljena v mnogih državah balkanske regije (še posebej v Albaniji, Bosni in Hercegovini, Črni gori, Severni Makedoniji, Srbiji, Hrvaškem in Kosovu), katere priljubljenost se je najverjetneje razširila v obdobju Osmanskega imperija, v zadnjih 50 letih tudi v Sloveniji, Avstriji in Nemčiji. V Izraelu je ta jed tudi razmeroma priljubljena pod imenom burekas ali turški burekas. Jed je narejena iz vlečenega testa, in napolnjena z mesom  (običajno govedina, nikoli svinjina) ali sirom oziroma skuto (krompir, skuta, špinača ipd.), ter začinjena s čebulo, soljo in poprom.
Börek je turška beseda, medtem ko jedi v Albaniji pravijo byrek. V ostalih balkanskih državah (predvsem bivših jugoslovanskih) se jed imenuje burek, kar izhaja iz turške besed börek, ki bi prav lahko izhajala iz perzijske bürek ali pa je vendarle izvirna turška beseda iz korena Bur-, kar pomeni zaviti oz. zavijati.
Obstajajo tudi jedi enakega videza, pite, ki so najbolj pogosto napolnjene s krompirjem (običajno kosi krompirja), ali zelenjavo (običajno špinača) in jim v državah bivše Jugoslavije z izjemo Bosne in Hercegovine, rečejo sirnica, krompiruša, zeljanica (špinača) ... Na teh trgih so se razvili različni dodatni okusi, kot npr. "pizza", čokolada, kranjska klobasa ali burger ...